# 泊神社
泊神社（とまりじんじゃ）は、兵庫県加古川市に鎮座する神社である。旧社格は郷社。祭神は天照大神（あまてらすおおみかみ）、少彦名神（すくなひこなのかみ）、国懸大神（くにかかすのおおかみ）である。宮本伊織ゆかりの神社で田原氏（宮本伊織の実家）の氏神である。

## 沿革
伝承によれば、天照大神が天岩戸に隠れたとき、八百万の神々が、大神の怒りを解くために鏡を造り、1つは伊勢神宮に祀られ、1つは海に流された。大和時代、それが当神社のある場所に泊まり着き、そこにあったアオキの木を檍原泊大明神として祀ったのが泊神社の始まりとされる。飛鳥時代に聖徳太子が鶴林寺を建立した際、側近で棟梁であった秦河勝が紀伊国から彼の氏神である国懸大神を勧請し社殿を建立したという。
南北朝時代には、石弾城が築かれていた。1653年（承応2年）には、宮本伊織が宮本武蔵の供養の意を込め全社殿一式を再建した。

## 境内
- 本殿 - 1653年（承応2年）建築
- 神楽殿 - 1653年（承応2年）建築、1988年（昭和63年）改修
- 幣殿 -  江戸末期建築
- 末社熊野神社本殿 - 江戸末期建築
- 末社住吉神社本殿 - 明治期建築
- 末社種子神社本殿 - 明治期建築
- 能舞台 - 江戸後期建築、2007年（平成19年）改修
- 太鼓倉

以上8棟は、2008年5月7日に国の登録有形文化財に登録されている
- 拝殿
- 石弾城跡
- 灯篭 - 宮本伊織寄贈

## 祭神
- 天照大神
- 少彦名神
- 国懸大神

## 所在地
- 兵庫県加古川市加古川町木村宮本658

## 交通アクセス
- 神姫バス「循環加古川西団地経由」・かこバス「尾上公民館前行き」　稲屋停留所下車